# Каргала (Красноярский край)
Каргала — деревня в Назаровском районе Красноярского края России. Входит в состав Красносопкинского сельсовета.

## География
Деревня расположена на 2-м Горбинском ручье — правой составляющей истока реки Каргала, примерно в 38 км к юго-западу от райцентра Назарово (67 километров по шоссе), высота над уровнем моря 300 м. Ближайшие населённые пункты — Шипиловка в 3,5 км на восток и посёлок Березняки в 5 км юго-западнее.

## История
Деревня образована в 1864 году, с 1915 года действовала школа. В период коллективизации был организован колхоз «Каргала», председатель которого бал репрессирован в 1933 году. В 1955—1957 годах Каргала — центр одноимённого сельсовета.

## Население
| 1905 | 1957 | 2003 | 2004 | 2010 |
| ---- | ---- | ---- | ---- | ---- |
| 632  | ↗648 | ↘202 | ↘190 | ↘152 |

Гендерный состав
По данным Всероссийской переписи населения 2010 года 70 мужчин и 82 женщины из 152 чел.
В 1905 году в деревне проживало 325 мужчин и 307 женщин из 632 человек.

## Инфраструктура
Имеется одна улица — Зелёная.